# Войку, Ион
Ион Во́йку (рум. Ion Voicu; 8 октября 1923 — 24 февраля 1997) — румынский скрипач и дирижёр, цыган-лэутар, основатель Международного Фонда Иона Войку, занимающегося помощью музыкально одарённым детям. Народный артист Румынии (1964).

## Биография
Ион Войку родился в Бухаресте, в семье потомственных цыганских музыкантов, родословная которой прослеживалась на 300 лет назад. Заниматься музыкой Ион начал в 6 лет и уже в 14 поступил в Бухарестскую консерваторию, сразу на четвёртый курс. Учителями Войку были видные румынские педагоги Василе Филип и Карапет Авакян.
В 1940 году Ион закончил обучение и нашёл работу скрипачом в оркестре Радио Бухареста. Первая встреча Войку с дирижёром оркестра Виллемом Менгельбергом чуть не положила конец его карьере. На первой же репетиции Менгельберг заявил, что юноша совершенно невнимателен, и выставил его за дверь.
Во время перерыва заглянул музыкальный директор и попросил дирижёра прослушать «очень одарённого скрипача 17-и лет». Менгельберг согласился, но когда Ион вошёл, возмутился — парнишка даже не способен усидеть на месте, о какой одарённости может идти речь?! Однако, директор настаивал, и дирижёр прослушал произведения классиков в исполнении Войку. Когда юноша опустил скрипку, Менгельберг сказал: «Теперь я понимаю. Он не годится для сидения в оркестре, он должен стоять — как подобает солисту!».
Вскоре состоялся сольный дебют Иона Войку в сопровождении всё того же оркестра Радио Бухареста. Критики разразились хвалебными отзывами.
В 1946 скрипач-лэутар выиграл свой первый приз, во всенародном соревновании, устроенном Джордже Энеску и Иегуди Менухиным. Кстати, у Энеску Ион брал уроки.
В 1954 г. Войку поехал учиться у Абрама Ямпольского в Московскую консерваторию. Но в 1956 году Ямпольский умер, и Войку перешёл к Давиду Ойстраху. Маэстро так заинтересовался молодым виртуозом, что уроки порой продолжались целый день.
В 1957 году Ион вернулся в Румынию, где оказалось, что он востребован — на мировом уровне. В течение последующей жизни скрипач-виртуоз дал тысячи концертов по всему миру. Более 100 виниловых и компакт-дисков записаны Войку на «Дойче Граммофон» и на «DECCA». Его репертуар простирался от забытых шедевров прошлого до новых произведений, написанных специально для него румынскими и иностранными композиторами. Маэстро преподавал на многих мастер-курсах, а также в зальцбургском Моцартеуме, в консерваториях Парижа, Ниццы, Женевы, Лозанны, Вены, а также в Международной академии Менухина, был членом жюри многих международных конкурсов, генеральным директором филармонии имени Джордже Энеску в Бухаресте (в течение 10 лет), основал в 1969 году многократно награждённый Бухарестский камерный оркестр, и, наконец, 8 сентября 1995 года — Международный Фонд Иона Войку, целью которого является помощь музыкально одарённым детям Восточной Европы.